# Округ Грант (Западна Вирџинија)
Округ Грант (енгл. Grant County) је округ у америчкој савезној држави Западна Вирџинија.

## Демографија
По попису из 2010. године број становника је 11.937, што је 638 (5,6%) становника више него 2000. године.
| Група             | 2000.          | 2010.          |
| Белци             | 11.058 (97,9%) | 11.618 (97,3%) |
| Афроамериканци    | 76 (0,7%)      | 80 (0,7%)      |
| Азијати           | 16 (0,1%)      | 19 (0,2%)      |
| Хиспаноамериканци | 62 (0,5%)      | 120 (1,0%)     |
| Укупно            | 11.299         | 11.937         |